# Krakatau

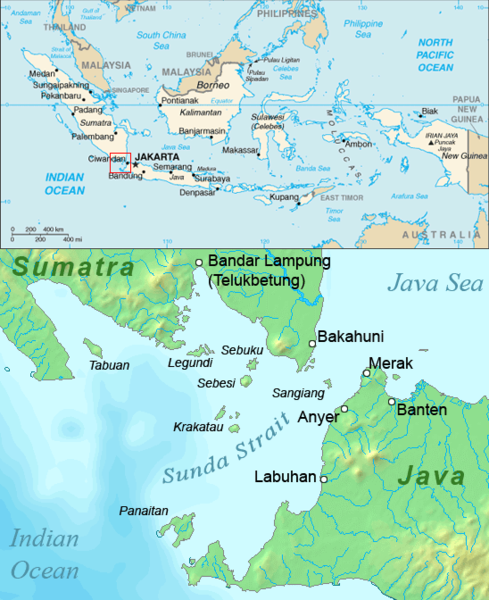
Sundasundet.

Krakatau (indonesiska: Pulau Rakata eller Pulau Krakatau) är en vulkan och ögrupp belägen i Sundasundet mellan Sumatra och Java i Indonesien. Krakatau (lokalt namn: Rakata) är även namnet på resterna av den ö som slets i bitar vid ett mycket kraftigt vulkanutbrott den 26 och 27 augusti 1883. Idag består ögruppen av fyra öar, varav den nyaste – Anak Krakatau ("Krakataus barn") – är belägen rakt över den fortfarande aktiva vulkanen.
En flerårig seismisk aktivitet kulminerade i slutet av augusti 1883 i ett jättelikt utbrott. Explosionsljudet hördes hela natten mellan den 26 och 27 augusti och tilltog i styrka så att det kunde höras 4 800 km bort på Sri Lanka, Filippinerna och i Hongkong, och den efterföljande tsunamin nådde en våghöjd på 35–40 meter. Aska och stoft slungades 80 km upp i luften. Två tredjedelar av Krakataus yta förstördes vid utbrottet.
Luftvågorna från explosionen gick runt jorden och åstadkom starka förändringar i barometerståndet. Vid trakterna kring Krakatau uppstod ett starkt rött sken på himlen vid solnedgången. Detta var en följd av ljusbrytningen i vattendroppar, som hade förtätats kring större askpartiklar. Fenomenet blev världsbekant, då det under senare delen av året bredde ut sig över hela jorden och även kunde ses i Europa. Mängden stoft i atmosfären var så stor att jordens temperatur sjönk under de närmaste åren. Katastrofen krävde minst 36 000 människoliv.
Före utbrottet var Krakatau en 34 km2 stor och 822 meter hög kägelformad ö med två kratrar. Hela ön omfattade efter katastrofen endast cirka 10 km2 land. Under utbrottet bildades en stor ränna genom den ena kratern och på den ena sidan av denna störtade större delen av ön i havsdjupet. Efter några år av ny vulkanisk aktivitet, reste sig 1930 en ny ö, Anak Krakatau ("Krakataus barn") över havsytan. Sedan 1950-talet har dess höjd vuxit med ungefär en halv meter per månad. Ön är fortfarande aktiv med regelbundna utbrott på samma sätt som Stromboli. Varningsnivån höjdes 6 maj 2009 till III.
År 1921 blev Krakatau naturreservat, och 1991 togs ögruppen upp på Unescos världsarvslista tillsammans med en grupp andra naturreservat i sydvästra Java. Dessa skulle tillsammans komma att bilda Ujung Kulon nationalpark år 1992.

## Geografi

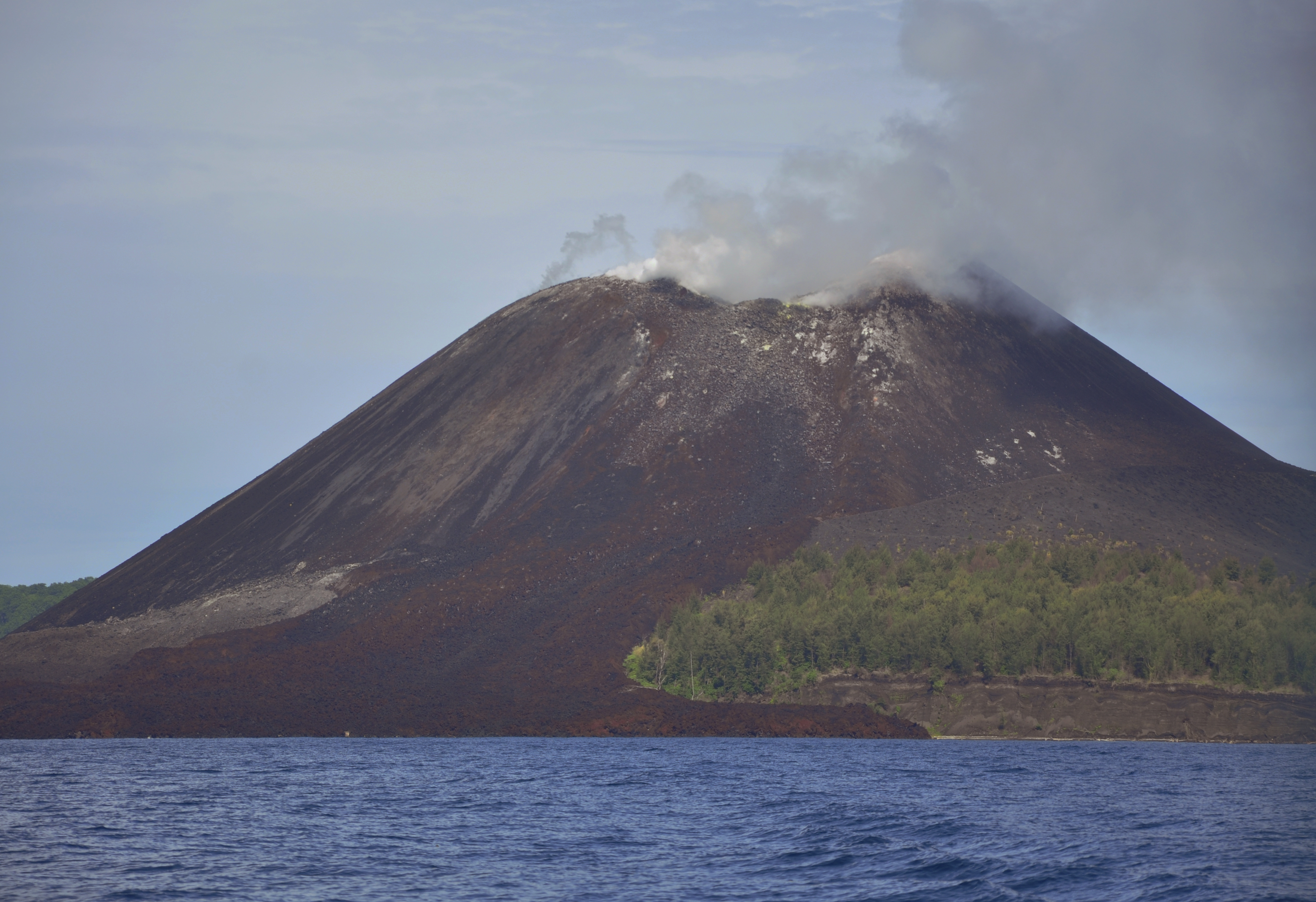
Anak Krakatau, januari 2016.

Indonesien har över 130 aktiva vulkaner, fler än något annat land. Dessa utgör axeln av Sundabågen, den indonesiska öbåge som har bildats av nordostlig  subduktion av den Indoaustraliska kontinentalplattan ned under Sundaplattan. En majoritet av dessa vulkaner ligger längs med Indonesiens två största öar, Java och Sumatra. Mellan dessa två öar ligger Sundasundet, som ligger vid en krök i öbågsaxeln. Krakatau ligger direkt ovanför subduktionszonen mellan den Eurasiska plattan och den Indoeuropeiska plattan.
Före utbrottet 1883 utgjordes Krakatau av tre huvudöar. Lang (”lång”, nu Rakata Kecil eller Panjang) och Verlaten (”övergiven”, nu Sertung) var kantlämningar av ett tidigare stort utbrott som skapade en kaldera. Den tredje ön var Krakatau, en 9 kilometer lång och 5 kilometer bred ö. Där fanns också en trädbetäckt holme nära Lang som kallades Poolsche Hoed (”polsk hatt”) och många mindre klippor och sandbankar mellan Krakatau och Verlaten. Det fanns tre vulkankäglor på Krakatau: Rakata (820 m) i söder; Danan (450 m) i norr; samt Perbautan i norr (Danan kan ha varit en tvillingvulkan).

## Historia före 1883
Någon gång i förhistorisk tid inträffade ett utbrott som skapade en kaldera, vars rester sedan blev Verlaten, Long, Poolsche Hoed och basen för Rakata. Senare uppstod åtminstone ytterligare två vulkankäglor (Perbautan och Danan) som så småningom förenades med Rakata och formade huvudön Krakatau. Dateringen för dessa händelser är för närvarande okänd; Sundasundet nämndes för första gången av arabiska sjömän runt 1100 e. Kr.

### 416
Den javanesiska Konungarnas bok omtalar ett stort vulkanutbrott år 416. Dock finns det inga geologiska bevis för ett utbrott från Krakatau av den här storleken vid den här tiden. Möjligen beskriver texten försvinnandet av landmassor som tidigare förenat Java och Sumatra. Det kan ha varit ett felaktigt datum; man kan ha menat utbrottet år 535, där det finns styrkta historiska bevis.

### 535
David Keys, Ken Wohletz och andra har föreslagit att ett våldsamt vulkanutbrott, möjligen från Krakatau, år 535, kan ha varit orsak till de globala klimatförändringarna åren 535–536.
Under Javas Sailendradynasti, var Krakatau känt som ”Eldsberget”, och det finns sju utbrott dokumenterade mellan 800- och 1500-talet. Dessa har preliminärt daterats till åren 850, 950, 1050, 1150, 1320 och 1530 (e. Kr.).

### 1680
Under 1680-talet kom två resebeskrivningar som rapporterade om att Krakatau som innan hade varit grön och trädbevuxen, nu låg öde och vräkte ur sig eld och aska. Detta skulle ha berott på ett utbrott runt år 1681. Även om dokumentationen var bristfällig, gjordes det på 1880-talet undersökningar som visade att det verkligen måste ha skett ett utbrott vid den sagda tiden.

### HMS Discovery på besök
I februari 1780 stannade besättningarna på HMS Resolution och HMS Discovery, på väg hem efter kapten James Cooks död på Hawaii, på Krakatau för ett par dagar. De hittade två vattenkällor på ön, en sötvattenskälla och en het källa. Infödingarna som då levde på ön beskrevs som ”vänliga” och man gjorde många teckningar. Äventyraren John Ledyard som var med på resan kallade i sin dagbok ön för ”Cocoterra”.

### Holländsk aktivitet
1620 satte holländarna upp en flottbas på öarna och lite senare byggde man ett varv. I slutet av 1600-talet gjordes ett försök att inrätta en pepparodling på Krakatau, men i stort sett var öarna ignorerade av de holländska koloniala myndigheterna. 1809 etablerades en straffkoloni på en ospecificerad plats; denna var verksam i ungefär ett decennium. På 1880-talet var öarna utan permanenta invånare, närmaste bosättning var den närliggande ön Sebesi (cirka 12 kilometer bort) som hade en folkmängd på cirka 3 000.
Åtskilliga kartläggningar och sjökort utfördes, men dessa var främst till för sjömän, och öarna var obetydligt utforskade eller studerade. En karta från 1854 över öarna användes i ett engelskt sjökort, som visar en del skillnader jämfört med ett holländskt sjökort från 1874. I juli 1880 gjorde Rogier Verbeek en officiell undersökning av öarna, men han tilläts bara tillbringa ett par timmar där. Han samlade prov från flera platser och hans undersökning visade sig viktig i bedömningen av den geologiska inverkan som utbrottet 1883 skulle komma att ha.

## Utbrottet 1883
Den seismiska aktiviteten runt vulkanen var intensiv åren före det stora utbrottet 1883; en serie av mindre utbrott som började i mitten av juni 1883 ledde fram till katastrofen. Vulkanen fortsatte spy ut ånga och aska fram till slutet av augusti.
Den 27 augusti förstörde en serie av fyra enorma explosioner nästan hela ön. Explosionerna var så våldsamma att de hördes 3 500 km bort i Perth, Australien, och på ön Rodrigues nära Mauritius, 4 800 km bort. Tryckvågen från den sista explosionen registrerades av barografer över hela världen, och den fortsatte att registreras upp till fem dagar efter explosionen. Totalt fortplantade sig chockvågen från den sista explosionen runt jorden sju gånger.
Konsekvenserna av pyroklastiska flöden, vulkanisk aska och tsunamis hade tillsammans en förödande följd på regionen. De holländska myndigheternas officiella dödssiffra var 36 417; vissa källor uppskattar antalet döda till över 120 000. Det finns ett stort antal rapporter om grupper av människoskelett på flottar av vulkanisk pimpsten som flutit tvärsöver Indiska oceanen och spolats upp längs Afrikas östkust, upp till ett år efter utbrottet.
Under året efter utbrottet föll genomsnittstemperaturerna i världen med upp till 1,2 °C. Vädermönster fortsatte att vara kaotiska i åratal, och temperaturer återgick inte till det normala förrän 1888.

## Efterföljande aktivitet

### Anak Krakatau

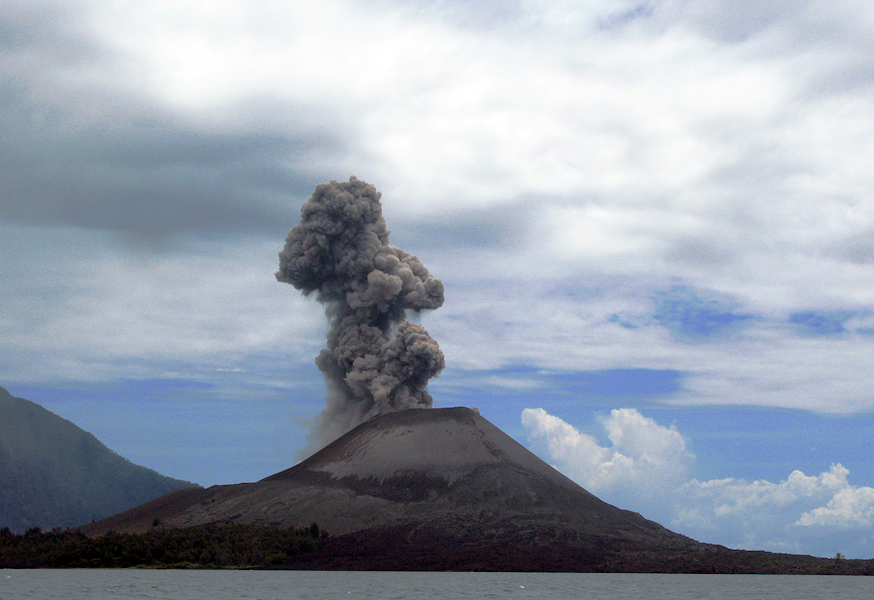
Vulkanisk aktivitet hos Anak Krakatau.

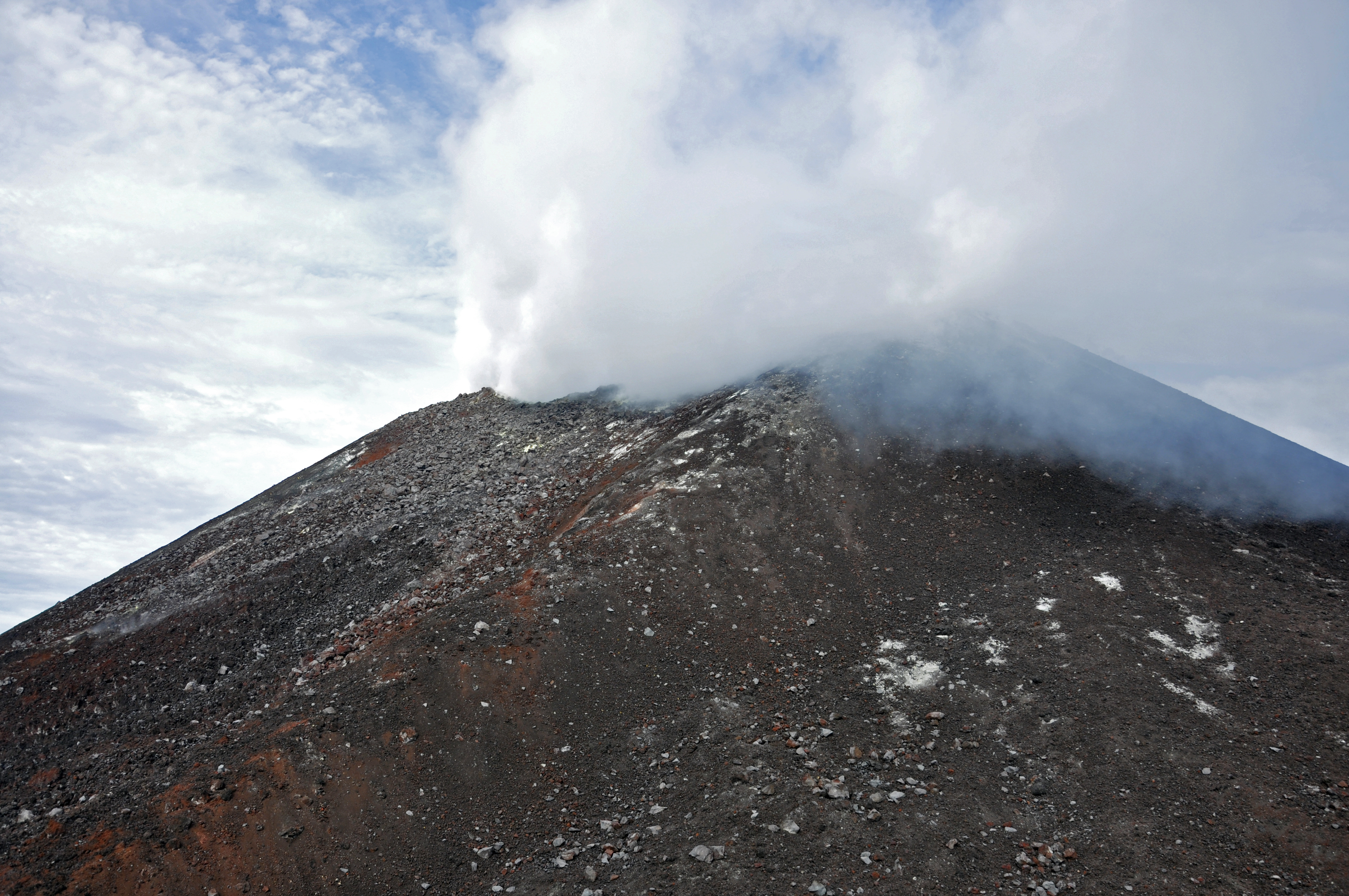
Anak Krakatau, januari 2016.

I sin rapport om utbrottet, förutsåg Verbeek att eventuellt ny aktivitet skulle yttra sig i regionen mellan vad som hade varit Perbautan och Danan. Denna förutsägelse blev sann den 29 december 1927 då tecken av ett undervattensutbrott visade sig (en tidigare händelse hade rapporterats i juni 1927). En ny vulkanö höjde sig över vattenytan ett par dagar senare. Inledningsvis bestod utbrotten av pimpsten och aska, och denna ö och de två efterföljande öarna eroderades snabbt bort av havet. Så småningom reste sig en ny fjärde ö i augusti 1930; denna ö producerade lava snabbare än vad vågorna kunde erodera bort. Denna ö bestod och kallades för Anak Krakatau (”Krakataus barn”).

Anak Krakatau har vuxit med i genomsnitt 13 cm per vecka sedan 1950-talet. Detta är en genomsnittlig ökning med 6,8 meter per år. Ön är fortfarande aktiv, och dess senaste eruptiva period inleddes 1994. Stilla perioder om ett par dagar har varvats med nästan oavbrutna stromboliska utbrott sedan dess, med enstaka mycket större explosioner.

## Utbrottet 22 december 2018
Den 22 december 2018 fick Anak Krakatau ett nytt utbrott som ledde till att stora delar av vulkanen kollapsade ner i havet. De efterföljande flodvågorna, som var upp till fem meter, nådde närliggande öar. Utbrottet dödade 437 människor och skadade ytterligare 7 000. Upp till 47 000 människor fick sina hem förstörda och bland annat påverkades också flygtrafiken i området, som fick styras om.